# Émile Cloarec
Pour les articles homonymes, voir Cloarec.
Émile Auguste Cloarec, né le 20 juillet 1869 à Morlaix (Finistère) et mort le 13 juillet 1914 à Neuilly-sur-Seine, est un homme politique français, député de 1901 à 1914. Il a soutenu activement le théâtre populaire en breton.

## Vie
Licencié en droit, il exerce la profession d'avocat, puis d'avoué.

### Affaire Cadiou- Le mystère de la Grande-Palud
Le scandale des poudres qui voit l'opposition de Léopold Maissin et Albert Louppe dans le Finistère concerne indirectement le député Cloarec. En 1907, il a aidé comme avocat-conseil à la création d'une usine de coton poudre à Landerneau qui s'est retrouvée au cœur de scandales en 1909 mais surtout en 1913. Son ami, Louis Cadiou, ancien avoué à Morlaix et directeur de l’usine disparaît vers le 30 décembre 1913. Il contacte le directeur de la sureté Générale, Jules Sebille, qui missionne les brigades mobiles de Rennes pour faire les recherches. Le député fera pression sur le parquet et les policiers pour éloigner l’enquête de Morlaix vers Landerneau. Dans son audition, peu de temps avant sa mort, il reconnaît être intervenu plusieurs fois auprès du ministère de la Guerre pour favoriser l’usine. En 1910 notamment. M. Cloarec, induit en erreur par Cadiou, affirma à M. Sarraut que l'usine de la Grande-Palud était entièrement française et constituée avec des capitaux exclusivement français ce qui était faux.

## Carrière politique
En 1892, il est élu maire de Ploujean (Finistère), près de Morlaix. Très attaché à la langue bretonne, il crée et encourage fortement la troupe locale, Paotred Plouiann,  qui participe à la rénovation du théâtre populaire en breton.

C'est avec son appui, que se tiennent dans sa commune, dans le Bois d'Amour, des fêtes bretonnes en août 1898, à l'occasion desquelles est créée l'Union régionaliste bretonne (URB) et dont, selon François Jaffrennou, il est un membre fondateur.

Le 20 juillet 1900, il est reçu comme barde sous le nom de Mab Plouian (Fils de Ploujean) par le Gorsedd des bardes de l'Île de Bretagne, à l'occasion de l'Eisteddfod tenue à Cardiff. Il n'apparaît avoir joué un rôle effectif dans le Gorsedd de Bretagne.
 
Il est élu député de la circonscription de Morlaix en 1901 et réélu en 1902, 1910 et 1914. Il siège dans le groupe de la Gauche démocratique.

Lors des votes importants à l'assemblée, il suit la majorité du Bloc des gauches qui soutient le gouvernement d'Émile Combes. Il vote pour la limitation du nombre de congrégations enseignantes et il approuve la loi de séparation de l'Église et de l'État en 1905.

Le 16 mars 1903, il préfère rejoindre les députés de droite qui approuvent l'interpellation du gouvernement par Ernest Lamy, député de droite du Morbihan, à propos de la circulaire de décembre 1902 qui tend à limiter l'usage du breton dans les paroisses.

Le 22 novembre 1908, il est avec Paul Guieysse dans la délégation de députés qui viennent demander au Ministre de l'Instruction publique, Gaston Doumergue, que des cours de breton soient mis en place dans les lycées et collèges de Bretagne. Le ministre leur répond qu'« (il ne peut) en aucun cas souscrire à cette requête, cet essai ne pouvant profiter qu'aux idées séparatistes ».

La même année, il obtient cependant 1 500 francs de subvention pour la troupe de théâtre en breton de Ploujean.

En 1910, il est élu conseiller général du canton de Saint-Thégonnec. La même année, il réussit à faire acheter par l'État, afin d'en faire un musée régional, le château de Kerjean, en Saint-Vougay, à la vieille famille de Coatgouréden. 

## Hommages
- L’École Émile Cloarec de Morlaix porte son nom en hommage.